# Don't Think
Don't Think es un álbum en directo del grupo inglés de música electrónica, The Chemical Brothers, publicado en DVD y CD el 3 de febrero de 2011.
El álbum fue grabado el 31 de julio de 2011 en la actuación en el Fuji Rock Festival.

## Lista de canciones

### DVD
1. "Tomorrow Never Knows" Intro de Junior Parker, solo en DVD
2. "Another World" from Further
3. "Do It Again" from We Are the Night
4. "Get Yourself High" from Singles 93-03
5. "Horse Power" from Further
6. "Chemical Beats" from Exit Planet Dust
7. "Swoon" from Further
8. "Star Guitar" from Come with Us
9. "Three Little Birdies Down Beats" from Exit Planet Dust
10. "Hey Boy Hey Girl" from Surrender (álbum de The Chemical Brothers)
11. "Don't Think" from Further (bonus track)
12. "Out of Control" from Surrender (álbum de The Chemical Brothers)
13. "Setting Sun" from Dig Your Own Hole
14. "It Doesn't Matter" from Dig Your Own Hole; solo en DVD
15. "Saturate" from We Are the Night
16. "Believe" from Push the Button
17. "Escape Velocity"/"The Golden Path" from Further/Singles 93-03
18. "Superflash" (Unreleased)
19. "Leave Home"/"Galvanize" from Exit Planet Dust /Push the Button
20. "Block Rockin' Beats"/"Das Spiegel" from Dig Your Own Hole/We Are the Night

### CD
1. "Another World"/"Do It Again"/"Get Yourself High" – 7:22
2. "Horse Power"/"Chemical Beats" – 9:50
3. "Swoon"/"Star Guitar" – 10:59
4. "Three Little Birdies Down Beats"/"Hey Boy Hey Girl" – 5:34
5. "Don't Think"/"Out of Control"/"Setting Sun" – 10:12
6. "Saturate" – 7:38
7. "Believe" – 5:35
8. "Escape Velocity"/"The Golden Path" – 8:35
9. "Superflash" – 6:03
10. "Leave Home"/"Galvanize" – 2:19
11. "Block Rockin' Beats" – 4:51

## Anexo
- Discografía de The Chemical Brothers

- Datos: Q5291992